# Замок Ленцбурга
За́мок Ле́нцбург (также Ленцбургский замок) расположен в старой части города Ленцбурга, в кантоне Аргау, в Швейцарии. Считается одним из самых старых и важных замков Швейцарии. Замок стоит на холме, который возвышается примерно на 100 м над окружающей равниной. Самые древние части замка были построены в XI веке. С 1956 замок находится под охраной кантона Аргау.

## История
Замок впервые упоминается под названием Schloss Lenzburg в 983 как резиденция графа фон Ленцбурга. В 1173 замок в качестве лена передается Кибургу. В 1230 году у подножья крепости основано поселение с рынком. Среди предыдущих владельцев замка — немецкий император Фридрих I Барбаросса (XII век), соорудивший сторожевую башню и немецкий король Рудольф I Габсбург (XIV век), построивший охотничий домик. 
После 1804 года замок сдавался кантоном в аренду, пока не был продан в 1860 году. В последующий период у замка было несколько владельцев, в том числе отец немецкого поэта Франка Ведекинда. В 1893 году американские владельцы сделали ремонт в замке. В 1956 году кантон выкупил замок.
Сегодня замок Ленцбург — центральный исторический музей кантона Аргау. Его экспозиция расположена на четырёх этажах основного здания замка.